# ホリス・トンプソン
キース・ホリス・トンプソン2世 (Keith Hollis Thompson II 1991年4月3日 - )は、アメリカ合衆国カリフォルニア州ロサンゼルス出身のプロバスケットボール選手。203cm、98kgのスモールフォワード。

## 来歴
2012年のNBAドラフトにアーリーエントリーしながらも、どのチームからも指名を受けることが出来なかったトンプソンは、オクラホマシティ・サンダーのキャンプに参加したものの、最終ロースターに残ることは出来ず、2012-13シーズンは傘下のタルサ・66ersでプレーした。
2013年夏のサマーリーグはサンアントニオ・スパーズの一員として参加。そこでスパーズのアシスタントコーチを長年務め、フィラデルフィア・76ersのヘッドコーチ就任が決まっていたブレット・ブラウンの目に留まり、76ersとの契約を勝ち取る。ルーキーシーズンから常時起用され、2013-14シーズンは77試合に出場し、3ポイントシュートの成功率は、ルーキー選手ではトップの40.1%を記録
。翌2014-15シーズンも40.1%の3ポイントシュートの成功率を記録。規定試投数と規定成功数に到達したこともあり、成功率ランキングでリーグ11位にランクインした。しかし、2016-17シーズンは出場機会を失い、2017年1月4日に解雇された。2017年1月24日、Dリーグのウィンディシティ・ブルズに入団し、翌日、ジャレル・エディと交換でオースティン・スパーズに入団した。
2017年2月23日、ニューオーリンズ・ペリカンズと10日間契約を結んだ。。 2017年3月5日、2回目の10
日間契約を結び、2回目の10
日間契約終了後、オースティンに戻った。
2017年8月9日、GBLのオリンピアコスBCと契約したことが報じられた。

## NBA 個人成績

### レギュラーシーズン
| シーズン | チーム     | GP  | GS | MPG  | FG%  | 3P%  | FT%  | RPG | APG | SPG | BPG | PPG |
| -------- | ---------- | --- | -- | ---- | ---- | ---- | ---- | --- | --- | --- | --- | --- |
| 2013–14  | シクサーズ | 77  | 41 | 22.6 | .460 | .401 | .712 | 3.2 | .9  | .7  | .2  | 6.0 |
| 2014–15  | シクサーズ | 71  | 23 | 25.0 | .413 | .401 | .708 | 2.8 | 1.2 | .8  | .4  | 8.8 |
| 2015–16  | シクサーズ | 77  | 17 | 28.0 | .397 | .380 | .719 | 3.5 | 1.3 | .5  | .3  | 9.8 |
| 2016–17  | シクサーズ | 31  | 1  | 18.1 | .415 | .366 | .650 | 2.7 | .8  | .5  | .2  | 5.5 |
| Career   | Career     | 256 | 82 | 24.2 | .417 | .389 | .709 | 3.1 | 1.1 | .6  | .3  | 7.9 |